# Руфат Гусейнов
Гусе́йнов Руфат Ільхам огли (азерб. Rüfət İlham oğlu Hüseynov; 25 квітня 1997, Гянджа) — азербайджанський боксер, призер чемпіонату Європи серед аматорів.

## Аматорська кар'єра
Руфат Гусейнов займався боксом змалку. 2013 року брав участь у чемпіонаті світу серед юніорів, а на чемпіонаті Європи серед юніорів завоював срібну медаль. На чемпіонаті світу серед молоді 2014 року завоював бронзову медаль. На Літніх юнацьких Олімпійських іграх 2014 став чемпіоном.
На чемпіонаті Європи 2015 завоював бронзову медаль.
- В 1/8 фіналу переміг Міхеїла Казанджиані (Грузія) — 3-0
- У чвертьфіналі переміг Юліана Іванова (Молдова) — 3-0
- У півфіналі програв Гарві Горну (Англія) — 0-3

На чемпіонаті світу 2015 переміг Імада Ахіона (Марокко) та Хасанбоя Дусматова (Узбекистан), а у чвертьфіналі програв Дмитру Замотаєву (Україна).
На Олімпійських іграх 2016 несподівано програв вже у першому бою Матіасу Амуньєла (Намібія) — 0-3.
На Європейських іграх 2019 переміг Давида Алавердяна (Ізраїль), а у чвертьфіналі програв Федеріко Серра (Італія).